# Антуан-Жан Гро
Антуан-Жан Гро (фр. Antoine-Jean Gros; 16 березня, 1771, Париж — 25 червня, 1835, Медон) — французький художник.

## Життєпис, ранні роки
Батько був художником, що робив мініатюри, а мати малювала в необтяжливій техніці пастеллю. Батьки заохочували сина до малювання з шести років. Вони також намагались дати синові непогану освіту в Парижі і влаштували того на навчання в Колеж Чотирьох Націй. Разом із навчанням в коллежі він відвідував уроки у уславленого художника Жака-Луї Давіда.
Батько помер, в роки Французької революції 1789–1793 рр. родина збідніла і молодий художник вимушено почав заробляти на життя самотужки. Непогано заробляли портретисти і Гро почав виконувати портрети на замову. В Парижі працювала низка більш обдарованих митців і молодий художник був далеким від успішної конкуренції з ними.

## Перебування в Італії
Після політичного перевороту в Парижі 1793 р. і переходу подій у більш спокійний період Гро покинув Францію і прибув у портове місто Генуя. Заробляв на життя створенням мініатюр (як колись його батько) і портретів по замовам.
Північні землі Італії були захоплені арміями Наполеона. Після повернення із Флоренції у Геную він вдало познайомився із Жозефіною Богарне, дружиною молодого генерала. Він справив непогане враження на нудьгуючу Жозефіну і супроводжував її у Мілан, де тоді перебував Наполеон. В Мілані і відбулося їх знайомство.

## Портретист нової наполеонівської аристократії
Художник без стабільного фінансового стану отримав замову від молодого генерала на створення картини «Наполеон на Аркольському мосту». Епізод загарбницької війни в Італії поблизу міста Верона надав художникові шанс вислужитися перед Наполеоном, подавши того як хороброго героя без догани. Так Антуан Жан Гро добровільно приєднався до митців, що роками створюватимуть легенду про Наполеона — революційного генерала і героя, позбавленого недоліків, непереможного полководця, що не відповідало реальності. Кампанію в Італії на той раз Наполеон програв.
В період до повної поразки Наполеона в битві при Ватерлоо у червні 1815 р. Гро створив низку портретів Наполеона (портрет в Мілані, портрет Наполеона як першого консула, картину «Наполеон на Аркольському мосту» у двох варіантах), декілька великих за розмірами батальних сцен з епізодами військових подій («Баталія при Абукирі», 1799, «Баталія при Назареті», 1801, «Наполеон відвідує хворих на чуму у Яффі», 1804, «Баталія при Ейлау», 1808). Наполеон почав формувати нову французьку еліту з власних родичів і відданих йому військових генералів. Аби надати блиск новій аристократії, Наполеон наполягав на порівняннях не з римлянами доби республіки, а з добою давньоримських імператорів. Так народився офіціозний стиль ампір. Примусово на новий стиль перейшла більшість французьких художників, скульпторів і частина архітекторів, що обслуговувала двір консула Наполеона, котрий згодом став новим імператором.
Серед інших Антуан Жан Гро був залучений до кампанії звеличення наполеонівської аристократії і створення численних парадних портретів. Він старанно відтворює військові мундири і ордени, золоте шитво і коштовну зброю, гордовиті пози нових хазяїв життя — при мінімумі емоцій. Вдалими стають портрети, коли йому позують дійсно яскраві індивідуальності доби — Йоахим Мюрат або генерал граф Антуан де Лассаль.
Апофеозом самозвеличення стала замова Бонапарта художникові на розпис купола національного Пантеона з чотирма велетенськими фігурами Хлодвіга, Карла Великого, святого Людовика і самого Наполеона Бонапарта. Художник упорався із стінописами тільки у 1824 р., коли Наполеона давно усунули з європейської політикі, а у Франції відновили монархію. Фігуру Наполеона на куполі здерли і замінили на фігуру нового короля Луї XVIII. Гро таким чином був залучений до звеличення ворога революції 1789—1793 рр. і її актичних діячів.
1804 року художник Гро вперше брав участь в Паризькому салоні (картина «Наполеон відвідує хворих на чуму у Яффі»), а вже 1810 року заговорили про неуспішність художника. Хоча той пише чергові твори з уславленням імператора (картина «Армії Наполеона Бонапарта здають Мадрид 4 грудня 1808 року» та інші).
Реальні люди погано укладались в штучні кордони наполеонівських вимог. Більшість парадних портретів тої доби нещирі. Так, Гро створив посмертний портрет Кристини Буайє, дружини Люсьєна Бонапарта. Люсьєн, молодший брат генерала Наполеона, пошлюбився з простою донькою володаря другорядної корчми, що рано померла. На портреті роботи Гро вона постала тендітню і сентиментальною дівчиною-красунею з аристократичної родини, хоча насправді ніколи не позувала художникові і вже була матір'ю чотирьох дітей …

## Портретист відновленої монархії
Після відновлення монархії у Франції Гро зробив усе, аби утримати позиції в кар'єрі і став портретистом старої аристоратії. Серед творів цього періоду — коронаційний портрет Людовика XVIII та велетенський портрет королівського подружжя в куполі Пантеона. Саме за ці твори він отримав від короля винагороду у 100 000 та титул барона.
Але популярність художника починають затьмарювати твори нової генерації художників Франції і нова течія в мистецтві — романтизм. Окремі елементи романтизму Гро використовував, але більшість творів виконана в стилістиці пізнього класицизму і академізму, тільки з новими персонажами в тих же батальних картинах. Про спроби утримати захоплені позиції і протистояти романтизму як ідеї свідчить картина «Двобій між Геркулесом і Діомедом», 1835 р., що стала анахронізмом. Власний програш художник визнавав і сам, бо якось сказав щось на кшталт «Важко пережити самого себе».
Покінчив життя самогубством у липні 1835 р., кинувшись у річку Сена.

## Учні
5 листопада 1816 року він отримав призначення на посаду професора в Школі красних мистецтв в Парижі. Розпочалась його викладацька діяльність.
Французький король (після поразки Наполеона і відновлення у Франції монархії)видав наказ про покарання живих діячів французької революції. Всі ті, хто голосували за страту короля колись, підлягали до довічного вигнання з країни.
Жак-Луї Давід у 68 років вимушено емігрував у франкомовний район Бельгії, куди емігрувала значна кількість республіканські налаштованих французів. Художнику дозволено було забрати як власне майно, так і картини революційної тематики — «Смерть Марата» та «Смерть ле Пеллетьє». Дев'ятого січня 1816 р. разом з дружиною він відбув у заслання. В засланні писав портрети і легковажні міфологічні сюжети. Саме ці жанри ще користувались попитом в еміграції і приносили старому майстру прибуток.
1816 рік став переломним і в долі Гро, до котрого нібито переходило спорожніле місце в мистецтві після еміграції Жака-Луї Давіда. Але він втрачає успіх і не досягає тих вершин в мистецтві, що мали Давід або ще один портретист нової наполеонівської аристократії Франсуа Жерар. Гро старанно створює (разом з учнями) пишні кінні портрети аристократів, котрі не брались створювати його конкуренти.
Не був успішним Гро і в викладацькій діяльності. Серед численних учнів Гро практично не виявилось дійсно багато обдарованих митців, незважаючи на те, що Поль Деларош (1797—1856) та Тома Кутюр (1815—1879) матимуть популярність у замовників. Серед учнів Гро також —
- Жорж Жако (Georges Jacquot 1794—1874)
- П'єр-Жуль Жолліе (Pierre-Jules Jollivet 1794—1881)
- Едм-Жан Пігаль (Edme-Jean Pigal 1794—1872)
- Огюст Гюссено (Auguste Hussenot 1799—1885)
- Бонінгтон Річард Паркс (1808—1828)
- Адольф Роджер (Adolphe_Roger 1800—1880)
- Анрі Моньє (Henry Monnier 1799—1887)
- Луї-Фелікс Аміель (Louis-Félix Amiel 1802—1864)
- Карло Марокетті (Carlo Marochetti 1805—1867)
- Алексіс Жозеф Періньйон (Alexis-Joseph Perignon 1806—1882)
- П'єр Жирар (1806—1872)
- Альфонс Леон Ноель (Alphonse-Léon Noël 1807—1884)
- Франсуа Дебон (François Debon 1816—1882)
- Жак-Еміль Лафон (1817—1886)
- Шарль Філіпон (1800—1861)

## Вибрані твори

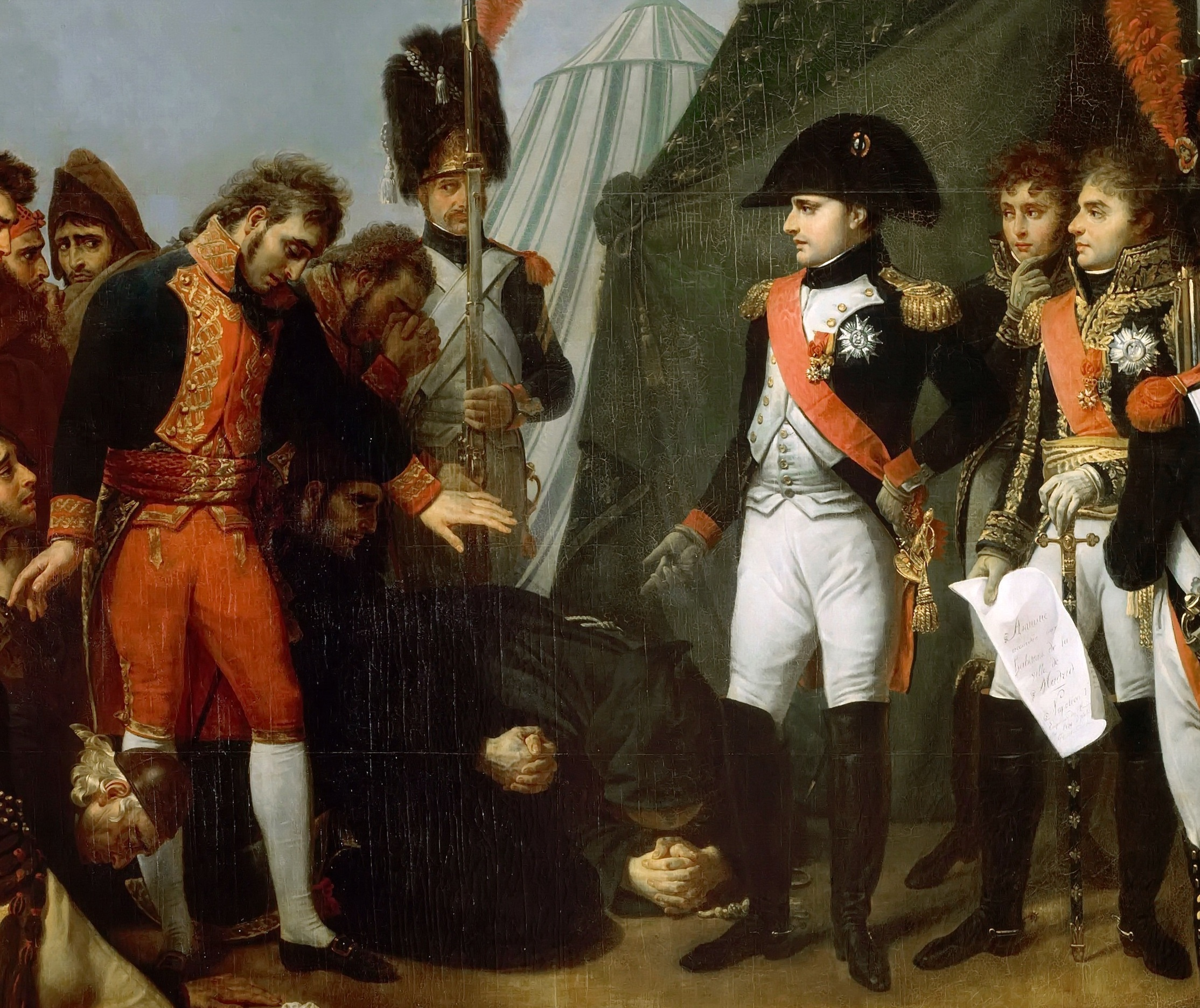
«Армії Наполеона Бонапарта здають Мадрид 4 грудня 1808 року», 1808 р.

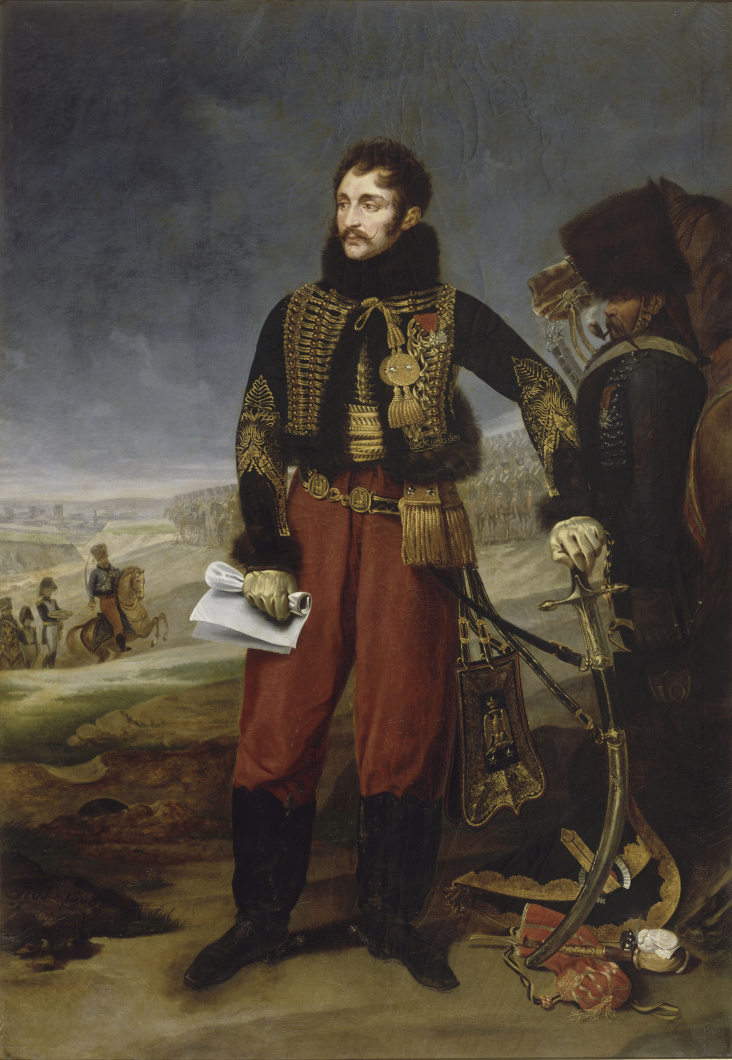
«Генерал граф Антуан де Лассаль», 1808, Музей армії (Париж)

- « Франсуа Жерар», барон і художник, 1790, Музей мистецтва Метрополітен
- « Портрет мадам Пастер», 1796, Лувр, Париж
- « Етьєн Мегюль», 1799
- «Кристина Буайє, дружина Люсьєна Бонапарта», бл. 1800, Лувр, Париж
- « Смерть генерала Клебера», бл. 1800
- " Сафо на Левкадській скелі ", 1801,
- «Олександр Македонський дарує Кампаспу художнику Апеллесу»
- « Баталія при Назареті», 1801, Нант
- « Наполеон на Аркольському мосту», 1801, Версаль
- « Франсуаза Сімоньє з донькою»
- « Баталія при Абукирі», 1806
- " Кінний портрет Жерома Бонапарта, рідного брата Наполеона ", 1808, Версаль
- «Генерал граф Антуан де Лассаль», 1808
- " Кінний портрет Бориса Юсупова ", 1809
- " Наполеонівський генарал Клод Легран ", бл. 1810
- " Лейтенант Шарль Легран ", бл. 1810
- " Кінний портрет короля Неаполя Йохима Мюрата ", 1812, Безансон
- «Королі Франциск І та Карл V відвідують королівські поховання в абатстві Сен-Дені», 1812, Лувр, Париж
- " П'єр Дарю "
- «Герцогиня Ангулемська сідає на човен», 1819
- «Вакх і Аріадна на Наксосі», 1821, Оттава, Національна галерея Канади
- "Жан-Антуан Шапталь ", 1824
- " Генерал П'єр-Жак Орільяр де Віллейарсі ", 1825, Лувр, Париж
- " Двобій між Геркулесом і Діомедом ", 1835
- " Кінний портрет Катарини Вюртемберзької-Вестфальської "
- " Коронаційний портрет Людовика XVIII "

### Твори в стилі академізм

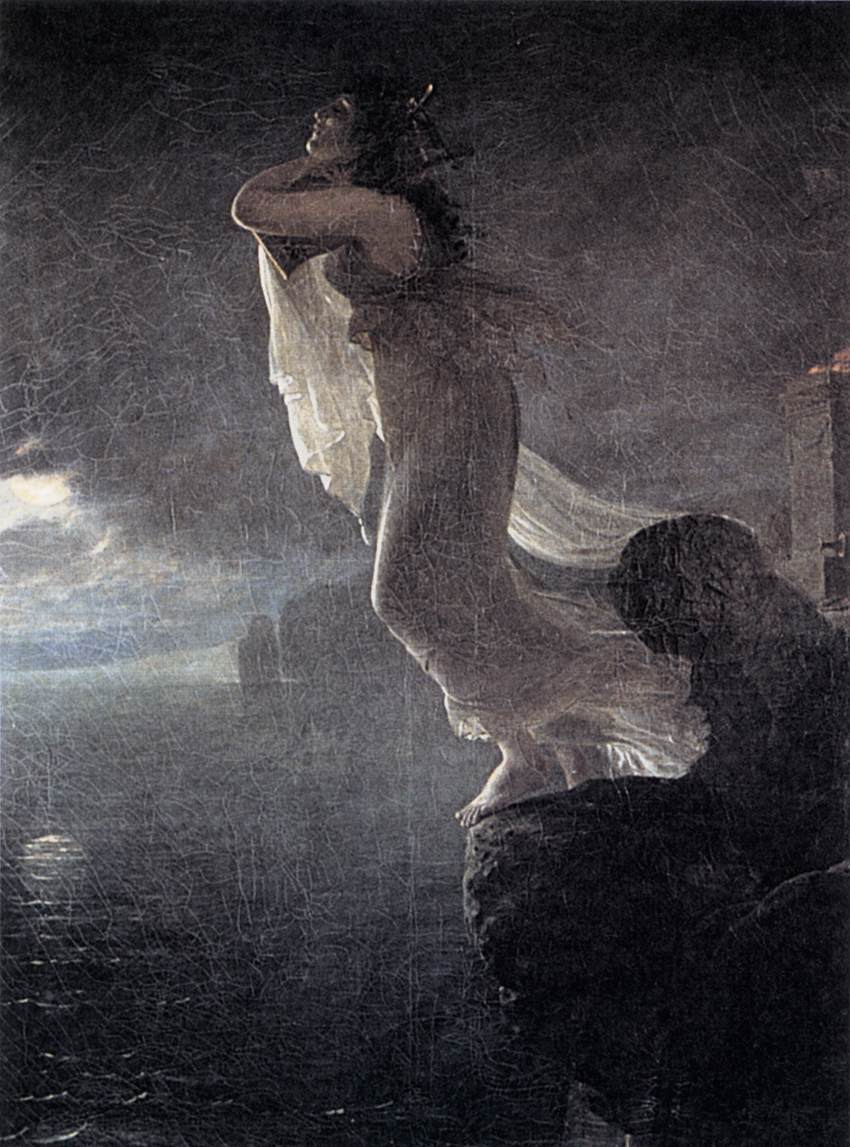
« Сафо на Левкадській скелі», 1801 р.
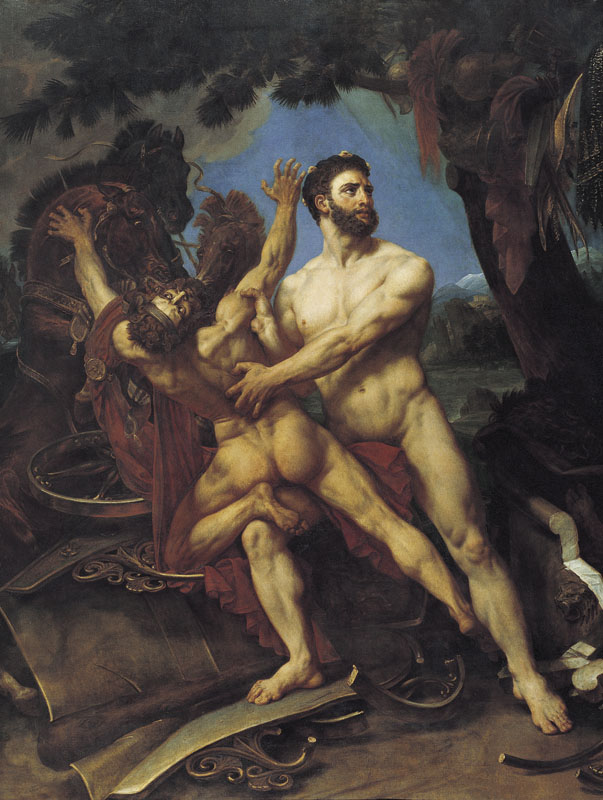
« Двобій між Геркулесом і Діомедом», 1835 р.

### Портрети військових

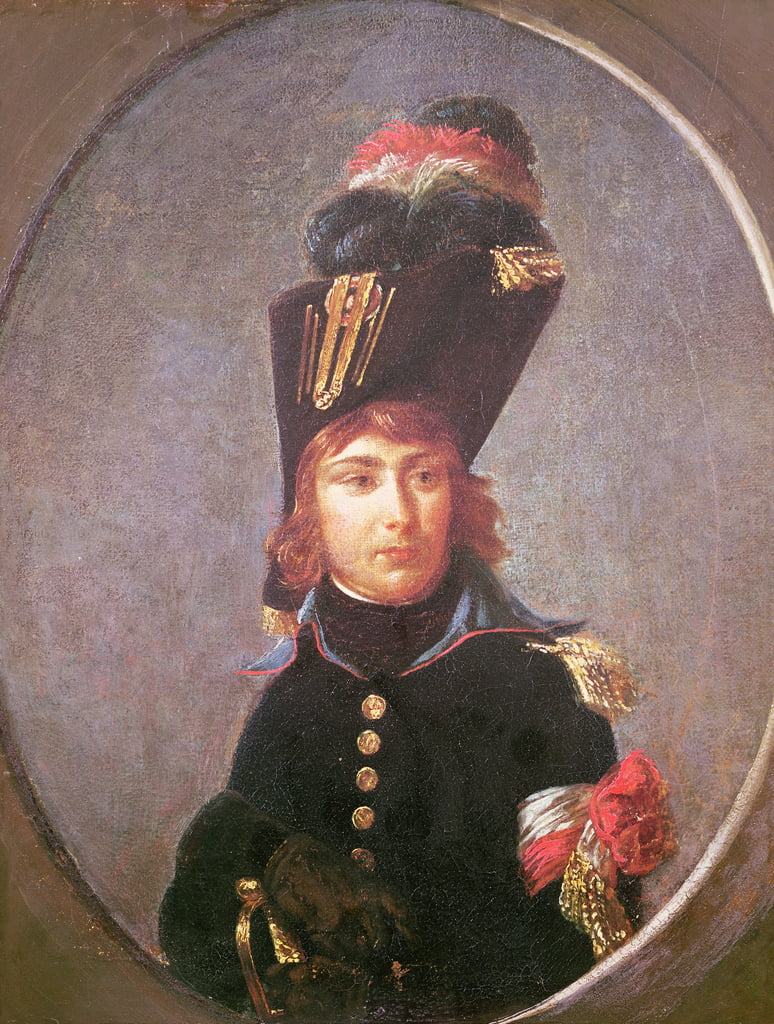
«Ежен Богарне, віце-король Італії», 1798 р.
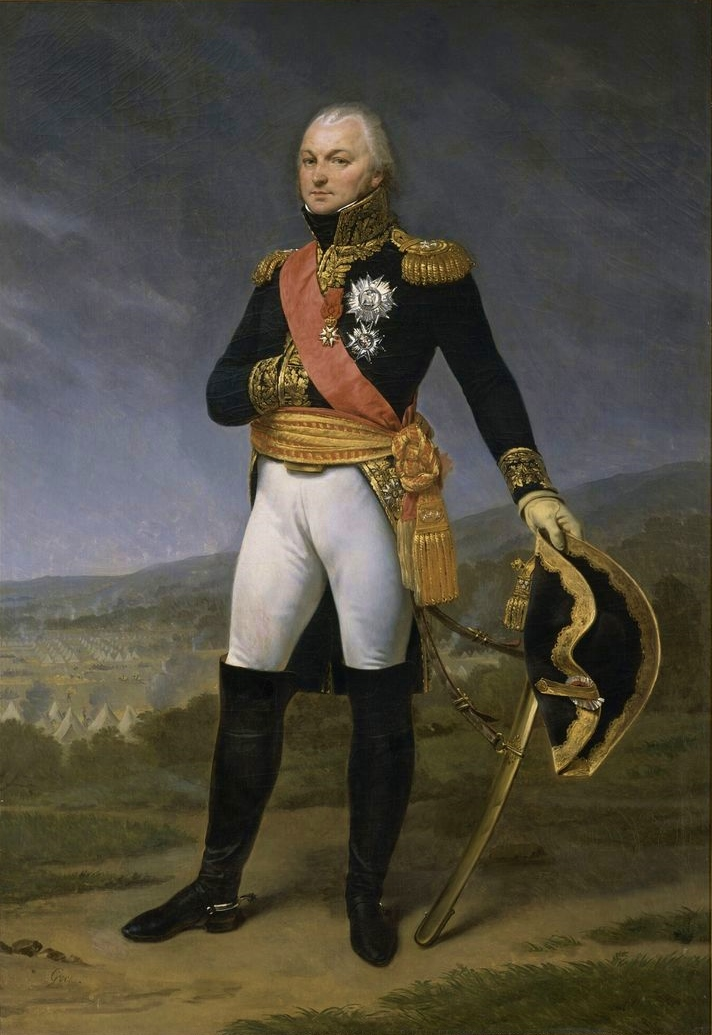
«Генерал Жюст Легран»
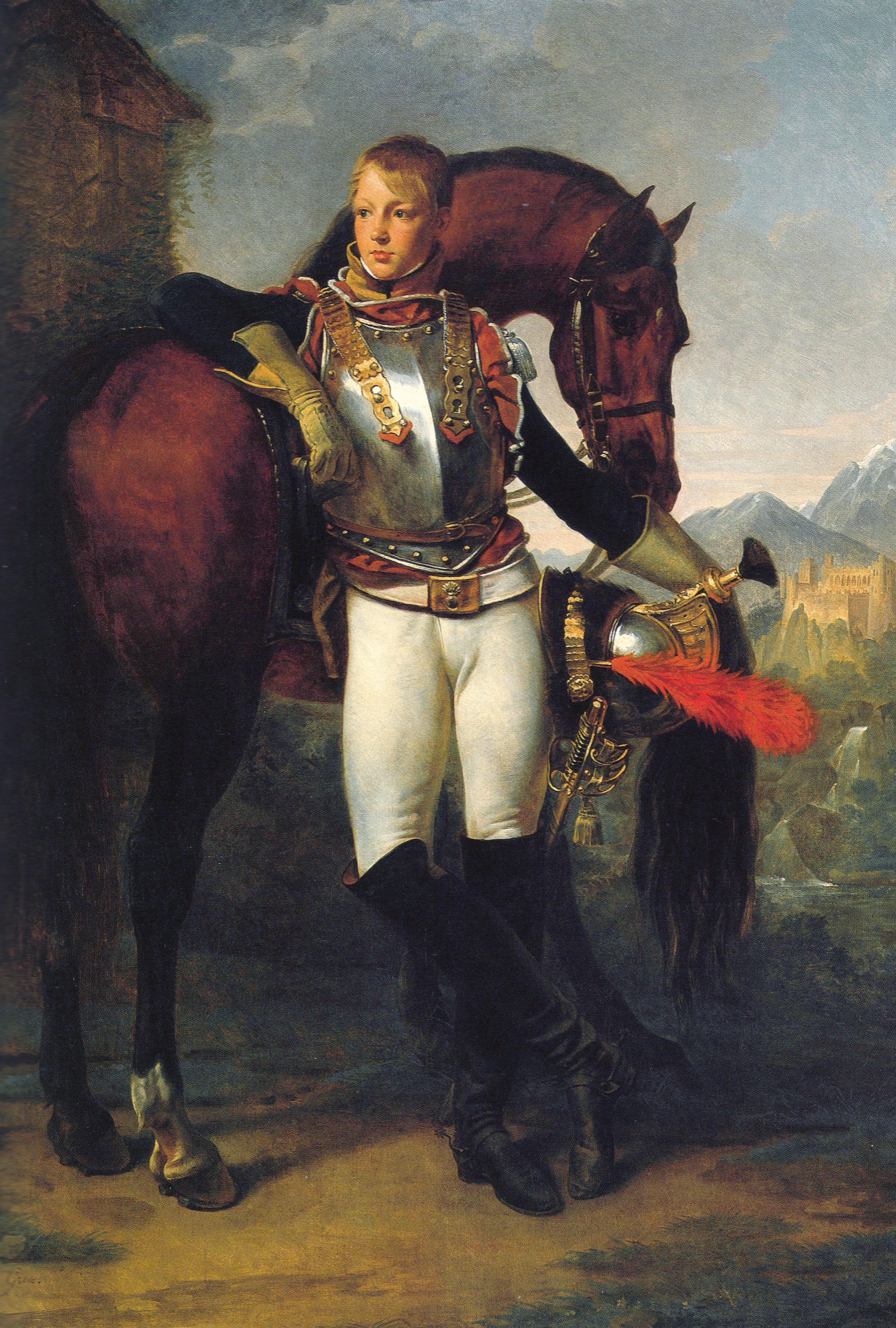
«Лейтенант Шарль Легран», до 1810 р.
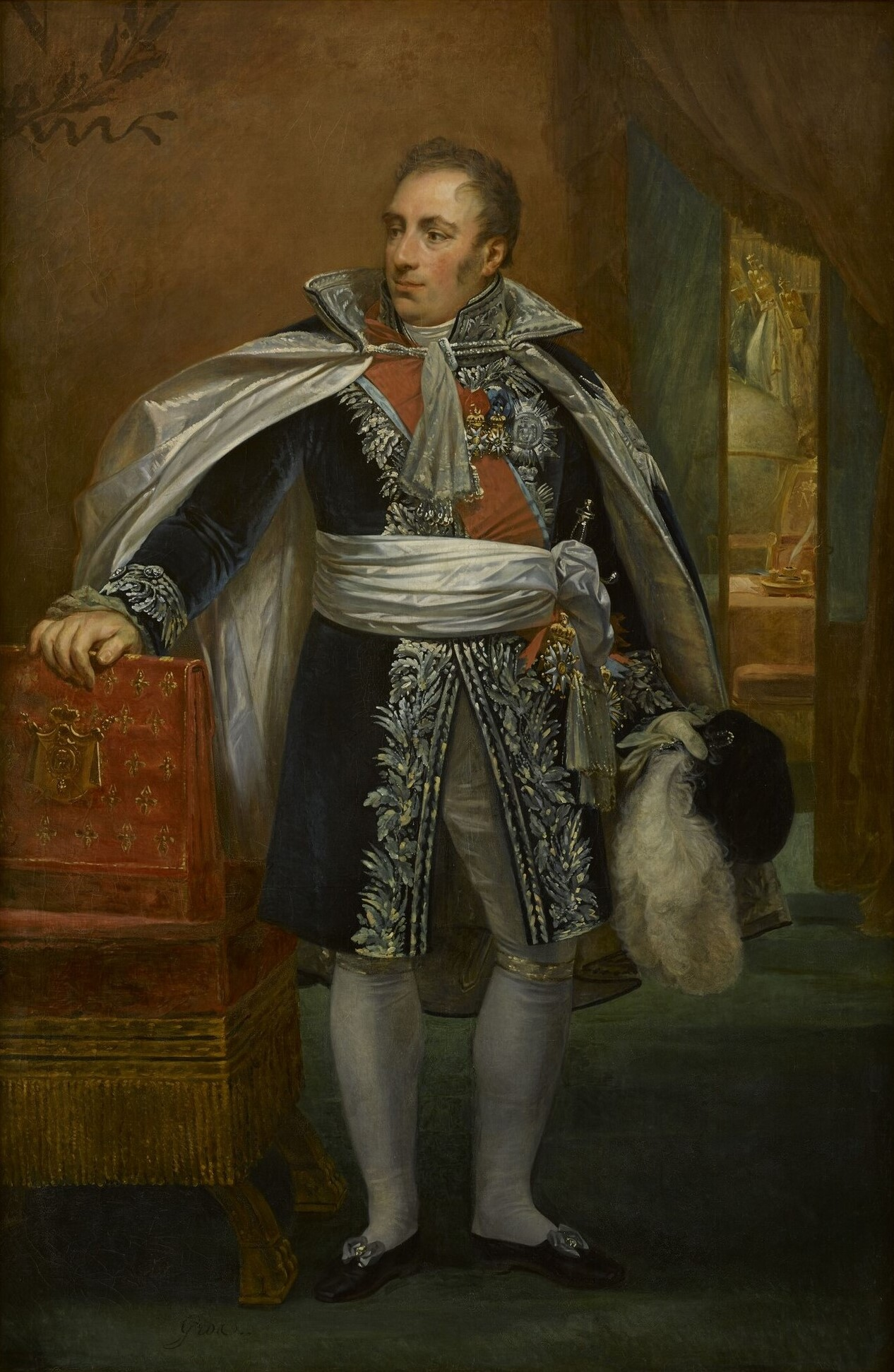
«П'єр Дюрю»

### Портрети аристократок

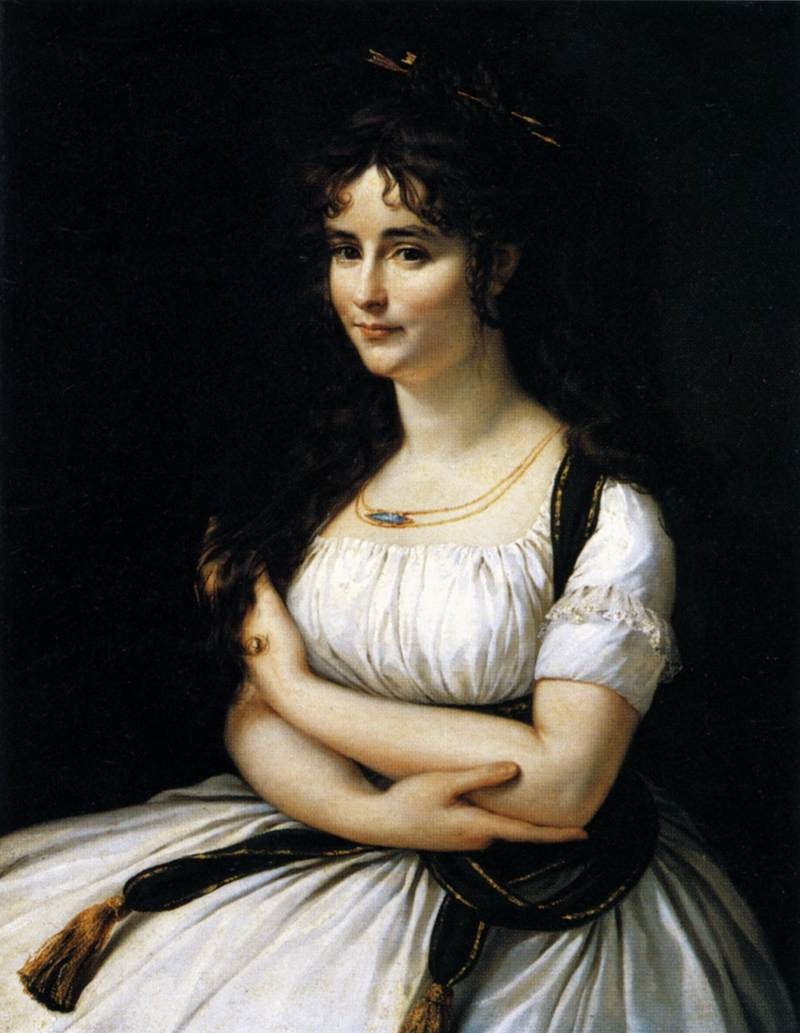
« Портрет мадам Пастер», 1796, Лувр, Париж
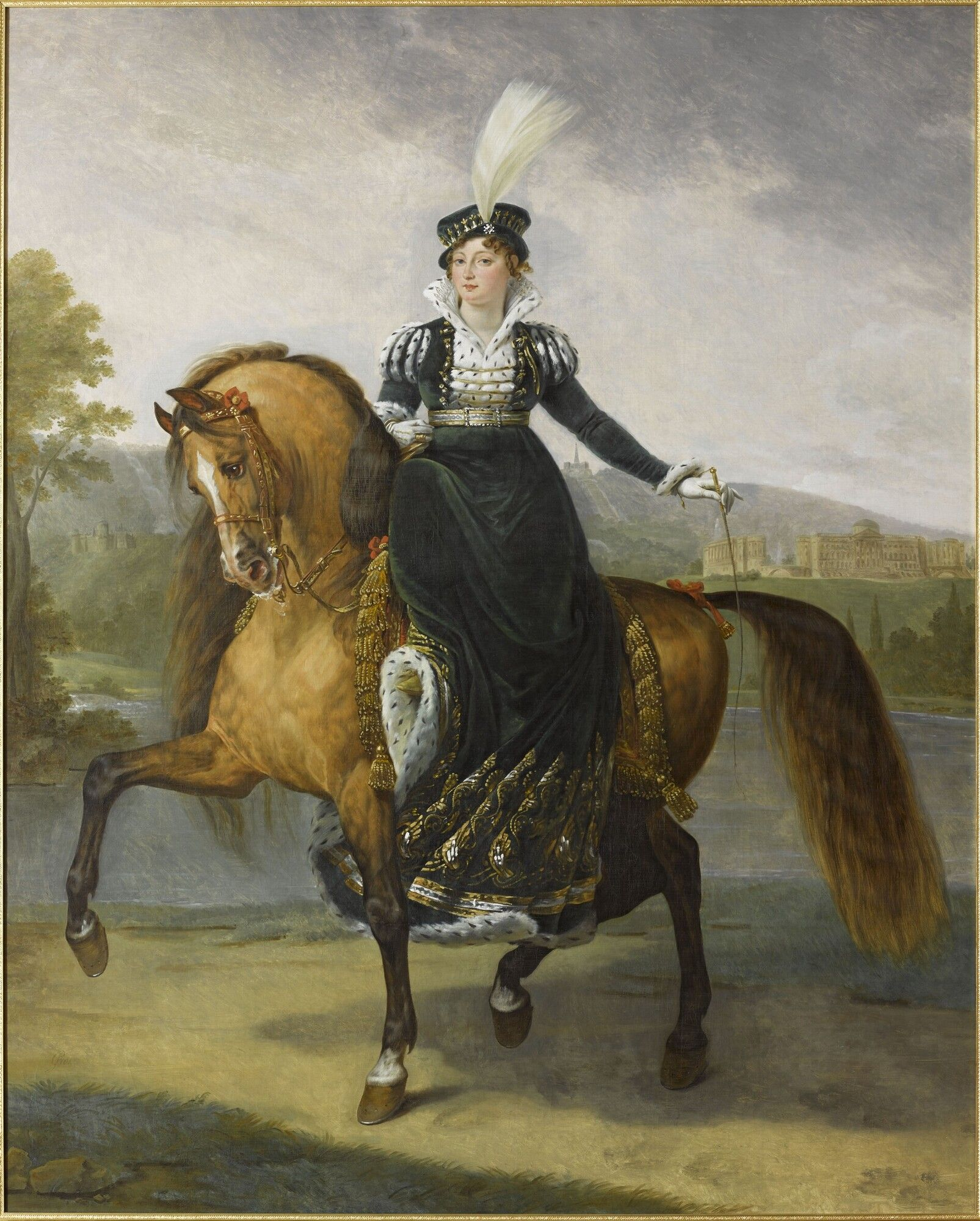
«Кінний портрет Катарини Вюртемберзької-Вестфальської»
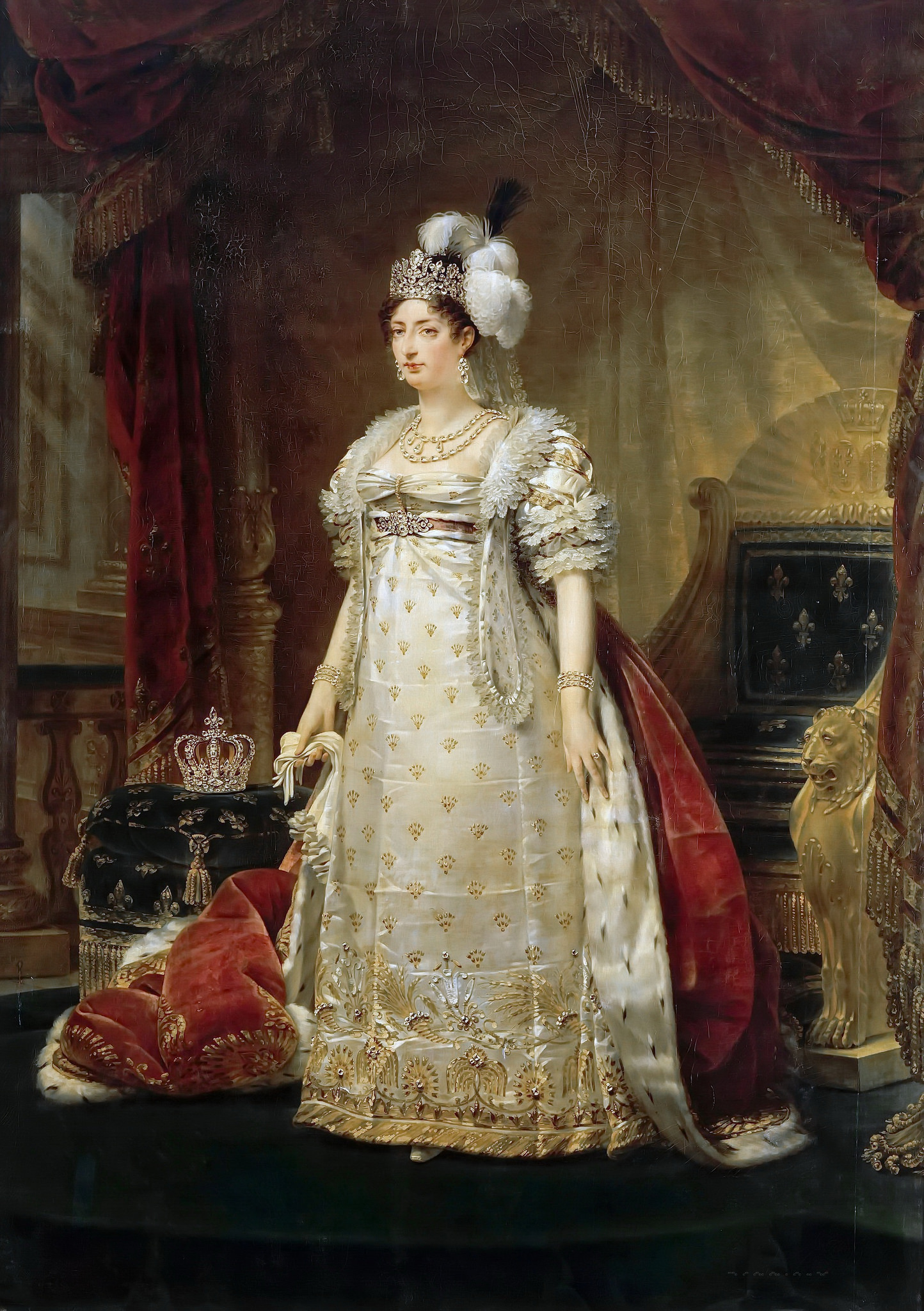
«Марі-Терезія Французька, герцогиня Агулемська», 1816, Версаль
«Кристина Буайє, дружина Люсьєна Бонапарта, молодшого брата Наполеона», бл. 1800